# Lemme du soleil levant
Le lemme du soleil levant est un lemme d'analyse réelle dû à Frigyes Riesz, utilisé dans une preuve du théorème maximal de Hardy-Littlewood. Ce lemme a été un précurseur en dimension 1 du lemme de Calderón-Zygmund. Son nom imagé vient du fait qu'il concerne les points du graphe d'une fonction, vu comme un paysage, qui sont dans l'ombre lorsque ce paysage est éclairé horizontalement par la droite.

## Énoncé
Soit g : [a, b] → ℝ une application continue. Un point x de ]a, b[ est dit invisible depuis la droite s'il existe y dans ]x, b] tel que g(y) > g(x). Soient U l'ouvert des points invisibles depuis la droite et (]an, bn[) la famille (au plus dénombrable) de ses composantes connexes. Alors,,, pour tout n,
- si an ≠ a, g(an) = g(bn) ;
- si an = a, g(an) ≤ g(bn).

## Démonstration
Montrons d'abord que pour tout x ∈ ]an, bn[, g(bn) ≥ g(x). Considérons pour cela un point t en lequel g atteint son maximum sur [x, b]. Puisque [x, bn[ ⊂ U, t appartient à [bn, b] donc, comme bn ∉ U, g(t) ≤ g(bn). A fortiori, g(x) ≤ g(bn).
Par continuité, on en déduit que g(an) ≤ g(bn).
Si an ≠ a, on a même g(an) = g(bn). En effet, comme an ∉ U, g ≤ g(an) sur [an, b], en particulier g(bn) ≤ g(an).

## Application aux fonctions monotones
L'une des approches possibles, pour démontrer la dérivabilité presque partout des fonctions monotones, est de montrer d'abord que pour toute fonction continue croissante f : [a, b] → ℝ, les ensembles
sont de mesure nulle, D– et D+ désignant les dérivées de Dini inférieure à gauche et supérieure à droite, qui sont presque partout finies. Il en résulte alors que, presque partout, D+f ≤ D–f et (en remplaçant f par x ↦ –f(–x)) D–f ≤ D+f, d'où la dérivabilité presque partout de f.
Cette négligeabilité des Er,R peut se démontrer à l'aide du lemme du soleil levant.